# Demeure historique
La Demeure historique (z fr. Rezydencja Historyczna, DH) – stowarzyszenie francuskie założone w 1924 przez Joachima Carvalho. Zostało uznane za organizację pożytku publicznego w 1965 i zrzesza właścicieli prywatnych zabytków historycznych.
Ma swoją siedzibę w hôtel de Nesmond, przy Quai de la Tournelle 57, w 5. dzielnicy Paryża. 

## Cel
Misją stowarzyszenia jest zapewnienie ochrony, konserwacji i rozwoju prywatnego dziedzictwa architektonicznego. 
31. grudnia 2007 42 967 nieruchomości było sklasyfikowanych lub wpisanych do rejestru jako zabytki historyczne, z czego 49,4% należało do prywatnych właścicieli. DH reprezentuje tych właścicieli w relacjach z władzami publicznymi. 

## Lista prezesów stowarzyszenia
- Boni de Castellane
- Książę Noailles, właściciel zamek Maintenon
- Philippe de Luynes
- Henri-François Le Tonnelier de Breteuil, właściciel Breteuil
- Jean de Lambertye, od 2001, właściciel Cons-la-Grandville

## Członkowie
Razem ze swoimi delegacjami regionalnymi, stowarzyszenie reprezentuje obecnie ponad 3 000 zamków, dworów, opactw i hôtels particuliers rozrzuconych po całym terytorium francuskim: z jednej strony członków tytularnych, właścicieli prywatnych zabytków historycznych zaklasyfikowanych, wpisanych na listę zabytków i uznanych za zabytkowe, z drugiej strony amatorów sztuki i historii pragnących bronić sprawy dziedzictwa. 

## Współdziałanie z władzą publiczną
Polityczna siła stowarzyszenia wynika z regularnych związków z rządem, parlamentem i administracją. DH otrzymała w ten sposób dwa wielkie akty prawne o kwestiach podatkowych prywatnych zabytków historycznych, pozwalające z jednej strony na obniżkę kosztów prac, a z drugiej na ulgi od podatku spadkowego pod pewnymi warunkami. 
DH jest ponadto członkiem „Grupy 8” (Federacja „Dziedzictwo-Środowisko”, Fédération Patrimoine-Environnement).

## Akcja uświadamiania opinii publicznej
DH uczestniczy w różnych wydarzeniach lokalnych i międzynarodowych, jest partnerem francuskiego Ministerstwa Kultury przy Europejskich Dniach Dziedzictwa i akcji Spotkanie w Ogrodach. Stowarzyszenie gra w ten sposób ważną rolę przy uświadamianiu całości opinii publicznej (szkoły, miłośnicy dziedzictwa, turyści itp.).
Fundacja „DH na rzecz Przyszłości Dziedzictwa” (Fondation Demeure historique pour l’avenir du patrimoine) została stworzona w maju 2008, pod egidą Fundacji Francji, w ścisłym związku ze stowarzyszeniem Demeure Historique. Postawiła sobie trzy główne cele:
- 1.zachęcić do konserwacji, zachowania i rozwoju dziedzictwa chronionego jako zabytki historyczne.
- 2.ułatwiać dostęp do tego dziedzictwa jak największej liczbie osób, szczególnie niepełnosprawnym
- 3.Rozwijać wszelkie akcje edukacyjne związane z tym dziedzictwem.

## Doradztwo praktyczne
Celem zapewnienia ochrony zabytków prywatnych, DH doradza swoim członkom w materii tworzenia dokumentacji i w postępowaniu z Ministerstwem Kultury ; ponadto, jego reprezentanci w CRPS (Regionalna Komisja Dziedzictwa i Obiektów Historycznych) śledzą dokumentację zabytków prywatnych.  Przy wsparciu kancelarii Francisa Lefebvre’a DH daje rady swoim członkom, którzy otrzymują na początku roku instrukcje ułatwiające przygotowanie rocznej deklaracji dochodów. W kwestii prac i ochrony otoczenia, DH udostępnia także swoim członkom architekta i adwokata, specjalistę od obiektów historycznych i problemów środowiskowych. W sprawach legislacji społecznej, DH pomaga właścicielom-pracodawcom w porozumieniu z FEPEM (Federacja Pracodawców Prywatnych). 
DH organizuje sesje kształceniowe na konkretne tematy, które umożliwiają publikacje dokumentacji technicznych. 
Każdego roku DH przyznaje nagrody za renowację – decyzję wydaje jury złożone ze specjalistów, a nagrodę finansują mecenasi francuscy i amerykańscy. Na arenie międzynarodowej DH jest członkiem stowarzyszenia Europa Nostra i UEHHA (Związek Europejskich Stowarzyszeń Rezydencji Historycznych, ang. Union of European Historic Houses Associations).

## Rola stowarzyszenia w sferze kulturalnej
Stowarzyszenie informuje o warunkach otwarcia zabytków dla publiczności. Przy wsparciu Centrum Zabytków Narodowych (Centre des monuments nationaux) przyznaje markę Szlaków Historycznych szlakom tematycznym zrzeszającym zabytki w danym regionie. Jako aktywny partner Europejskich Dni Dziedzictwa, DH namawia swoich członków do udostępniania w największym możliwym stopniu swoich obiektów i do organizowania wyjątkowych wydarzeń podczas tych dwóch dni ; rozpowszechnia następnie program wydarzeń w prasie. Jest też do dyspozycji swoich członków, by im radzić i pomagać przy organizacji wydarzeń (koncertów, wystaw, spektakli itp.). Członkowie stowarzyszenia mogą tworzyć dokumentację celem realizacji fotografii i filmowania w swoich posiadłościach. Te dokumentacje są konsultowane w siedzibie DH przez profesjonalistów kinematografii i reklamy. 

## Wydawnictwa
- La Demeure historique (ISSN 0998-5956): stworzony w 1966, przegląd jest zakotwiczony w realiach terenowych i ma za swój cel informować, radzić i reprezentować interesy właścicieli i zarządców prywatnych zabytków historycznych. Wydawany trymestralnie, posiada różne rubryki w formie : wywiad, utrzymanie, reportaże, wiadomości, a także: odkrywanie zabytków i ogrodów, rady praktyczne w dziedzinie konserwacji, otwarcia dla publiczności i animacji, analizy historycznej, przykładów mecenatu itp.

- Les Hors-série Côté jardins: La Demeure historique wydaje każdej wiosny dodatek Côté jardins. Ten specjalny, 80-stronicowy numer skupia się na odpowiadaniu zarówno na oczekiwania i pytanie w kwestii utrzymania, renowacji, ale także otwarcia dla publiczności wszystko przy byciu na bieżąco.

- Les Cahiers de la Demeure historique (ISSN 1768-9600): zarezerwowane dla członków pismo trymestralne wydawane od 2001 jest przeznaczone do udzielania konkretnych odpowiedzi związanych z prywatnymi zabytkami historycznymi, jak prawo socjalne, otoczenie zabytków historycznych, bezpieczeństwo, renowacja itp.